# Raymond Gernez
Pour les articles homonymes, voir Gernez.
Raymond Gernez, né le 27 novembre 1906 à Avesnes-les-Aubert (Nord) et mort le 13 décembre 1991 à Cambrai (Nord), est un homme politique et résistant français.

## Biographie

### Origines et profession

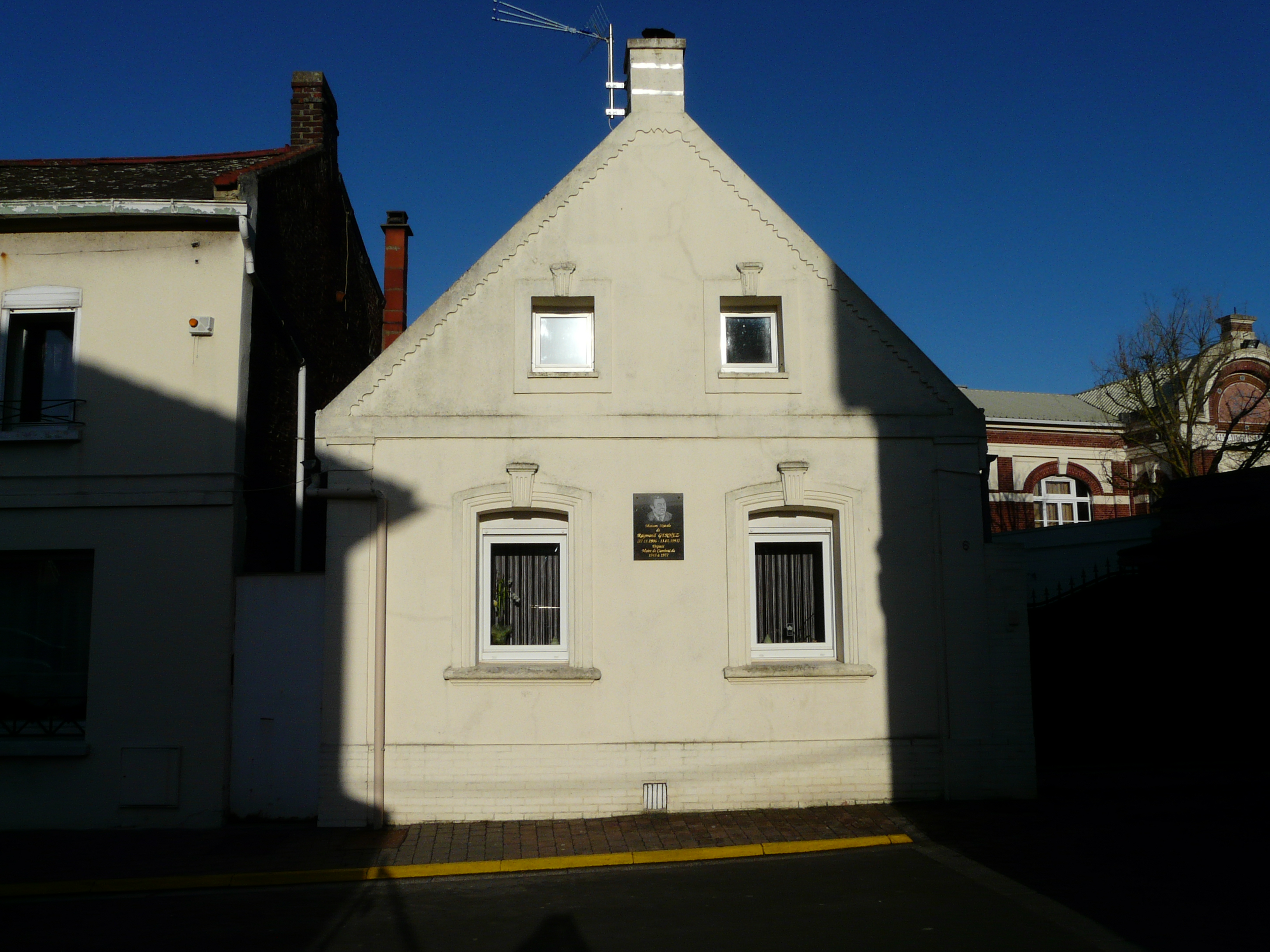
La maison natale de Raymond Gernez à Avesnes-les-Aubert.

Issu d’une famille modeste, Raymond Gernez devient ébéniste.

### Débuts en politique
Dès l’âge de 15 ans, il adhère aux Jeunesses socialistes, puis à la SFIO. Remarqué par Augustin Laurent et Jean-Baptiste Lebas, il devient secrétaire de la section socialiste de sa commune natale, et déploie dès lors une grande et efficace activité, qui lui permet d’accéder à des responsabilités de plus en plus importantes dans la fédération SFIO du Nord. Raymond Gernez fait partie des socialistes les plus modérés et les plus anticommunistes. En particulier, il polémique avec son « ennemi personnel » Adolphe Glay, le maire communiste d’Avesnes-les-Aubert, qu’il qualifie volontiers de « braillard moscoutaire ».
Les relations s’apaisent à partir de 1934, avec la constitution du Rassemblement populaire. Glay se désiste en faveur de Gernez lors des élections au conseil d’arrondissement et lui permet ainsi d’être élu. Réélu en 1937, Raymond Gernez devient alors le plus jeune président d’un conseil d’arrondissement en France.
En 1936, il est élu député de la première circonscription de Cambrai contre Gustave Deltour, maire de la ville. Raymond Gernez est membre aux commissions du Commerce et de l’Industrie (où il est rapporteur pour avis de la loi réformant les conventions collectives), de l’Algérie, des Colonies, et à partir de 1938, à celle de l’Aéronautique.

### Seconde Guerre mondiale
Le 10 juillet 1940, il vote en faveur des pleins pouvoirs à Philippe Pétain. Constatant que Pétain se sert de ces pouvoirs pour supprimer la République et instaurer une dictature alliée à l’Allemagne, Raymond Gernez entre dans la Résistance. Il participe à la reconstitution de la SFIO clandestine (voir Comité d'action socialiste), diffuse Le Populaire et devient un dirigeant du réseau Brutus.
Le congrès extraordinaire de la SFIO lui permet de rester membre malgré son vote du 10 juillet 1940, « pour services exceptionnels rendus au Parti et à la Résistance ». 

### Député-maire de Cambrai
Ayant retrouvé son siège de député en 1944, il est constamment réélu jusqu’en 1973, date à laquelle il est devancé au premier tour par le candidat communiste. En 1945, est élu maire de Cambrai (réélu sans interruption jusqu’en 1977) et conseiller général (mandat qu’il occupe jusqu’en 1979). Il fonde, la même année, un journal local, L’Espoir de Cambrai.
Très marqué par les combats anticommunistes, Raymond Gernez est hostile à l’Union de la gauche, et démissionne du Parti socialiste en octobre 1976.
Il meurt le 13 décembre 1991 à Cambrai à l'âge de 85 ans.